# Carrier Air Wing Two
2ème Escadre aérienne embarquée
Le Carrier Air Wing Two (CVW-2) est une escadre aérienne embarquée de l'US Navy basée à la Naval Air Station Lemoore (NAS Lemoore). Elle est rattachée au porte-avions USS Carl Vinson (CVN-70). Son code de queue (tail code (en)) est NE.

## Galerie
|             |
| F-18 Hornet |

|                 |
| USS Carl Vinson |

|                  |
| F-35 Lighting II |

|                |
| EA-18G Growler |

## Les unités subordonnées
| Code    | Insigne | Escadron                                                | Surnom         | Avion                |
| ------- | ------- | ------------------------------------------------------- | -------------- | -------------------- |
| VFA-2   |         | Strike Fighter Squadron 2                               | Bounty Hunters | F/A-18F Super Hornet |
| VFA-113 |         | Strike Fighter Squadron 113                             | Stingers       | F/A-18E Super Hornet |
| VFA-147 |         | Strike Fighter Squadron 147                             | Argonauts      | F-35C Lightning II   |
| VFA-192 |         | Strike Fighter Squadron 192                             | Golden Dragons | F/A-18E Super Hornet |
| VAW-113 |         | Carrier Airborne Early Warning Squadron 113             | Black Eagles   | E-2D Hawkeye         |
| VAQ-136 |         | Electronic Attack Squadron 136                          | Gauntlets      | EA-18G Growler       |
| VRC-30  |         | Fleet Logistics Support Squadron 30                     | Providers      | C-2A Greyhound       |
| HSC-4   |         | Helicopter Sea Combat Squadron 4                        | Black Knights  | MH-60S Seahawk       |
| HSM-78  |         | Helicopter Maritime Strike Squadron 78                  | Blue Hawks     | MH-60R Seahawk       |
| VRM-30  |         | Fleet Logistics Multi-Mission Squadron 30 (depuis 2020) | Titans         | C-MV-22B Osprey      |